# اچ‌ام‌اس پورتلند (۱۶۹۳)
اچ‌ام‌اس پورتلند (۱۶۹۳) (به انگلیسی: HMS Portland (1693)) یک کشتی بود که طول آن ۱۲۵ فوت ۶ اینچ (۳۸٫۳ متر) بود.